# Wilhelm Trendelenburg
Ernst Wilhelm Theodor Trendelenburg (ur. 16 lipca 1877 w Rostocku, zm. 16 marca 1946 w Tybindze) – niemiecki fizjolog, syn chirurga Friedricha Trendelenburga, brat prawnika Ernsta Trendelenburga. 

## Życiorys
Studiował na Uniwersytecie Albrechta i Ludwika we Fryburgu. 
W 1909 został profesorem na fryburskiej uczelni, w 1911 na Uniwersytecie Leopolda i Franciszka w Innsbrucku, od 1916 na Uniwersytecie Justusa Liebiga w Gießen, od 1917 na Uniwersytecie Eberharda i Karola w Tybindze i po 1922 na Uniwersytecie Fryderyka Wilhelma w Berlinie. Zajmował się głównie fizjologią układu nerwowego i narządów zmysłów.